# ماريانو دي غانغي
ماريانو دي غانغي (بالإنجليزية: Mariano Di Gangi)‏ هو عالم عقيدة أمريكي، ولد في 23 يوليو 1923 في بروكلين في الولايات المتحدة، وتوفي في 18 مارس 2008 في أوتاوا في كندا.